# Московська Гельсінська група
Московська Гельсінська група (МГГ, Московська група сприяння виконанню Гельсінських угод, інші назви — Громадська група сприяння виконанню Гельсінських угод в СРСР, Московська група «Гельсінкі») була російською правозахисною організацією. Створена 12 травня 1976 року. Організатором і першим керівником МГГ був радянський фізик, член-кореспондент АН Вірменської РСР дисидент Юрій Орлов. На поточний момент (2012 рік) головою МГГ є Людмила Алексєєва.
З моменту утворення в 1976 році Гельсінська група піддавалася постійним переслідуванням і тиску з боку КДБ та інших силових органів радянської держави. У період з 1976 по 1982 рік були заарештовані й засуджені до різних термінів ув'язнення або заслання вісім членів групи, ще шістьох змусили емігрувати з СРСР і позбавили громадянства.
6 вересня 1982 року троє учасників групи, що залишилися на волі, були змушені оголосити про припинення діяльності МГГ зважаючи на неможливість діяльності в умовах репресій, що посилювалися. Група отримала можливість відновити свою діяльність в 1989 році в розпал горбачовської перебудови.
Московська Гельсінська група — неурядова громадська організація, член Міжнародної Гельсінської Федерації з прав людини. Статутна мета МГГ — сприяння практичному виконанню гуманітарних статей Заключного акту Гельсінської наради з безпеки та співробітництва в Європі (ОБСЄ), а також всіх інших міжнародно-правових зобов'язань Російської Федерації в галузі прав людини.
Фінансувалася, зокрема, рядом західних фондів (Фонд Сороса, Національний фонд на підтримку демократії) і урядом США в особі USAID. Після прийняття у 2012 році в Росії закону про некомерційні організації (НКО), що зобов'язує організації, які фінансуються з-за кордону, отримувати статус таких, що «виконують функції іноземного агента» МГГ мала намір відмовитись від іноземного фінансування.
19 грудня 2022 року Головне управління Мін'юсту Росії по місту Москві подало позов про ліквідацію Московської гельсінської групи, три дні потому справу було прийнято до провадження Мосміськсудом за № 3а-3719/2023[58]. Підставою для позову послужили виявлені в ході перевірки порушення. Адміністративний позивач зазначав нерегулярність діяльності організації та участь її членів у заходах за межами столиці, що не передбачено законом «Про громадські об'єднання» для регіональних організацій, якою МХГ є, згідно зі статутом.
25 січня 2023 року Московський міський суд задовольнив вимоги Мін'юсту Росії й ухвалив рішення ліквідувати Московську Гельсінську групу. За даними видання «Комерсант», у ході засідання прокуратура і Мін'юст вказали на одинадцять порушень «меж територіальної діяльності», які вчинила МХГ, будучи Московською регіональною організацією. Відповідно до положень глави 34 КАС РФ, рішення не є остаточним і не набуває чинності негайно. Сторона, незгодна з рішенням, має право подати апеляційну скаргу протягом місяця з дня його винесення, Адвокат відповідачів Генрі Резнік заявив, що його сторона має намір домагатися скасування ліквідації МХГ.